# Muhammad ibn Ahmad ibn Abdun
Muḥammad ibn Ahmad ibn ʿAbdūn (Siviglia, XI secolo – XII secolo) è stato un giurista arabo di al-Andalus (Spagna islamica) vissuto in epoca almoravide. La sua opera di ḥisba, la Risāla fī l-qaḍa wa l-muḥtasib, è un'importante fonte di informazioni sulla vita quotidiana nella Siviglia almoravide e sulla condizione dei cristiani e degli ebrei sotto il dominio almoravide.

## Biografia
La Risāla fī l-qaḍa wa l-muḥtasib contiene diversi parti contro gli ebrei e i cristiani, in cui vengono elencati i comportamenti che le autorità musulmane e i musulmani avrebbero dovuto adottare nei confronti delle minoranze, e dove si lamentava invece il trattamento eccessivamente liberale riservato ai dhimmi nei territori sotto controllo almoravide.
Alcuni storici hanno affermato che, sotto la dinastia di origini sahariane degli Almoravidi (che unì il Maghreb al-Aqsa e al-Andalus in un unico impero), la condizione delle minoranze nella Spagna islamica peggiorò. Altri storici sono indecisi se far terminare l'epoca d'oro della cultura ebraica in Spagna con l'invasione almoravide o con quella almohade. Studi e ricerche recenti hanno dimostrato che questa visione negativa sulla politica almoravide e almohade nei confronti delle minoranze può essere ricondotta all'orientalismo nazionalista spagnolo del XIX secolo, che esaltò gli elementi "aborigeni" della cultura islamo-andalusa, mentre cercò di far passare per barbare e fanatiche le dinastie marocchine che annessero al-Andalus ai loro domini.
La storiografia più recente ha moderato questi punti di vista, soprattutto per quanto riguarda gli Almoravidi.
Il documento di Ibn ʿAbdūn mostra chiaramente come le minoranze, almeno nella Siviglia almoravide, godessero di molte libertà. Ibn ʿAbdūn ad esempio, scrive che i dhimmi dovevano portare in teoria (secondo il cosiddetto "Patto di ʿOmar") un segno identificativo e non doveva essere permesso loro di indossare vestiti lussuosi. Il tono di lamentela con cui scrive ciò fa capire come i dhimmi non portassero nessun segno distintivo a Siviglia e come potessero indossare abiti lussuosi. Scrisse inoltre che i musulmani non dovevano più "fare ai dhimmi da massaggiatori, raccogliere le loro sporcizie, pulire i loro bagni, tenere loro le staffe, prendersi cura dei loro cavalli o fare loro da mulattieri": passaggio questo che dimostra come i dhimmi avessero personale musulmani al loro servizio. 

Scrisse che le chiese non dovevano più suonare le campane, e questo dimostra che, almeno a Siviglia, le chiese potevano far risuonare le campane. Scrisse inoltre che bisognava costringere i preti cattolici a sposarsi perché "hanno almeno due o più donne con cui hanno rapporti sessuali", inoltre bisognava vietare alle donne musulmane di entrare "nelle loro orribili chiese". Citando un presunto decreto dell'abbadide Muḥammad al-Muʿtamid, affermò che bisognava costringere il clero cattolico a praticare la circoncisione. Scrisse anche che "non bisognava vendere a cristiani ed ebrei libri scientifici, escludendo quelli religiosi, perché li traducevano, attribuendone la paternità ai loro vescovi, mentre erano opera di musulmani", a dimostrazione dell'esistenza di uno scambio di materiale scientifico tra musulmani e dhimmi. 

Infine scrisse che "sarebbe preferibile evitare che medici ebrei o cristiani visitino i musulmani, perché non provano nobili sentimenti nei loro confronti".